# لورين ميلر (ممثلة)
لورين ميلر (بالإنجليزية: Lauren Miller)‏ هي كاتبة سيناريو وممثلة أمريكية، ولدت في 30 أكتوبر 1982 في الولايات المتحدة. بدأت مشوارها المهني سنة 2003.

## أعمال

### أفلام
- (2007) سيء جدا[5]
- (2011) 50/50[6]
- (2016) حفلة نقانق[7]

## وصلات خارجية
- لورين ميلر على موقع IMDb (الإنجليزية)
- لورين ميلر على موقع ألو سيني (الفرنسية)
- لورين ميلر على موقع أول موفي (الإنجليزية)
- لورين ميلر على موقع قاعدة بيانات الفيلم (الإنجليزية)
- لورين ميلر على موقع كينوبويسك (الروسية)